# 35毫米榴弹

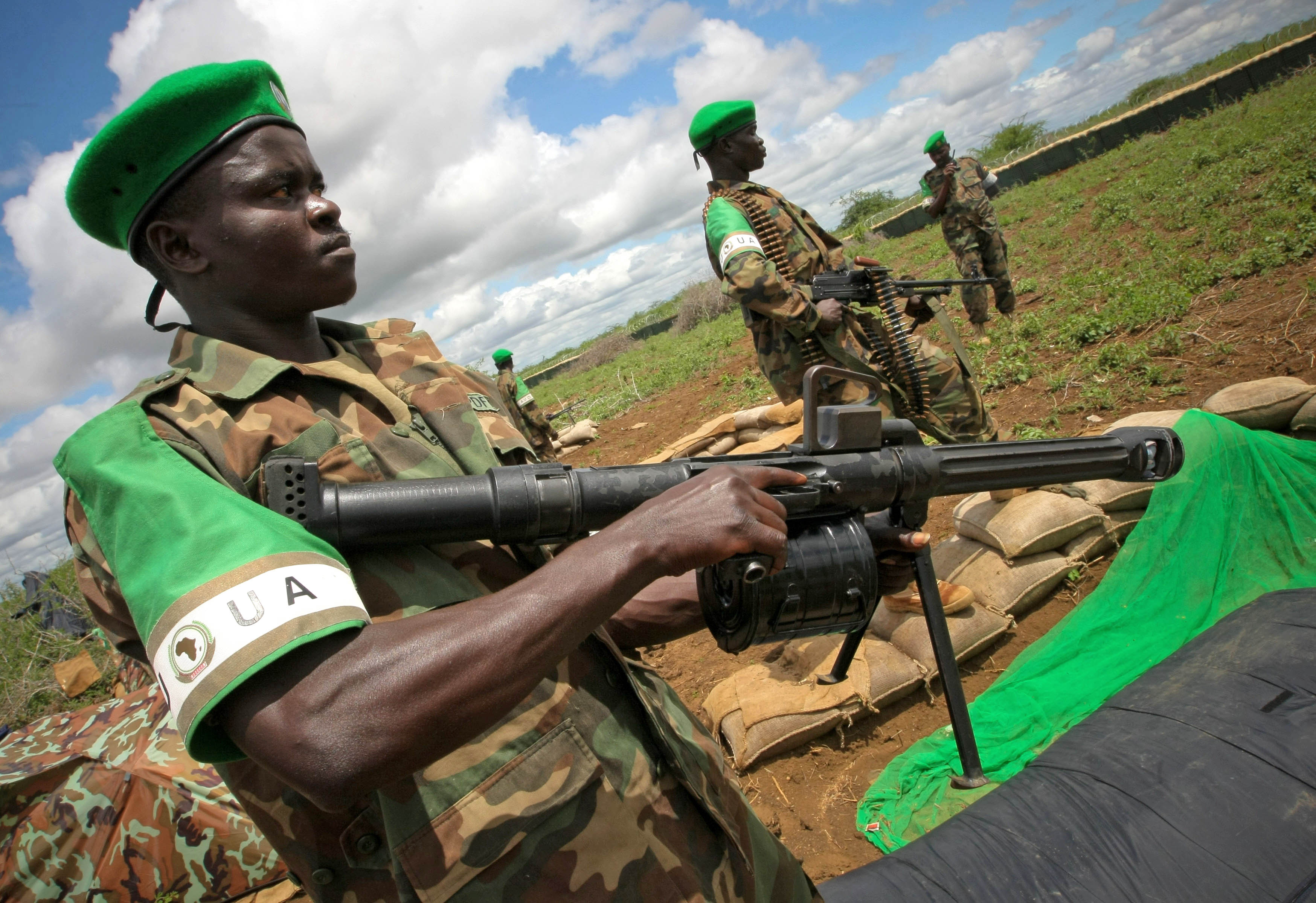
一名手持QLZ-87的乌干达士兵，装备6发35×32mm高速榴弹弹鼓

35mm榴弹是一种由中华人民共和国研制并装备的榴弹发射器弹药，其中包括高速型和低速型的35 mm（1.38英寸）榴弹。 

## 研发历史
35mm榴弹是由中华人民共和国研制。自20世纪80年代以来，中国便开始了研究与制造榴弹发射器的进程。在当时，中国的设计师们感到苏联的30毫米榴弹火力过弱（後來俄軍也改用40毫米），而北约的40毫米榴弹的便携性又不是很高，于是便选择了折中的35mm作为榴弹的口径。其后研制定型并大量装备中国人民解放军的QLZ-87和QLZ-04均使用35mm榴弹。

## 榴弹弹种

### 35mm高速榴弹

#### 87式35x32mm榴弹

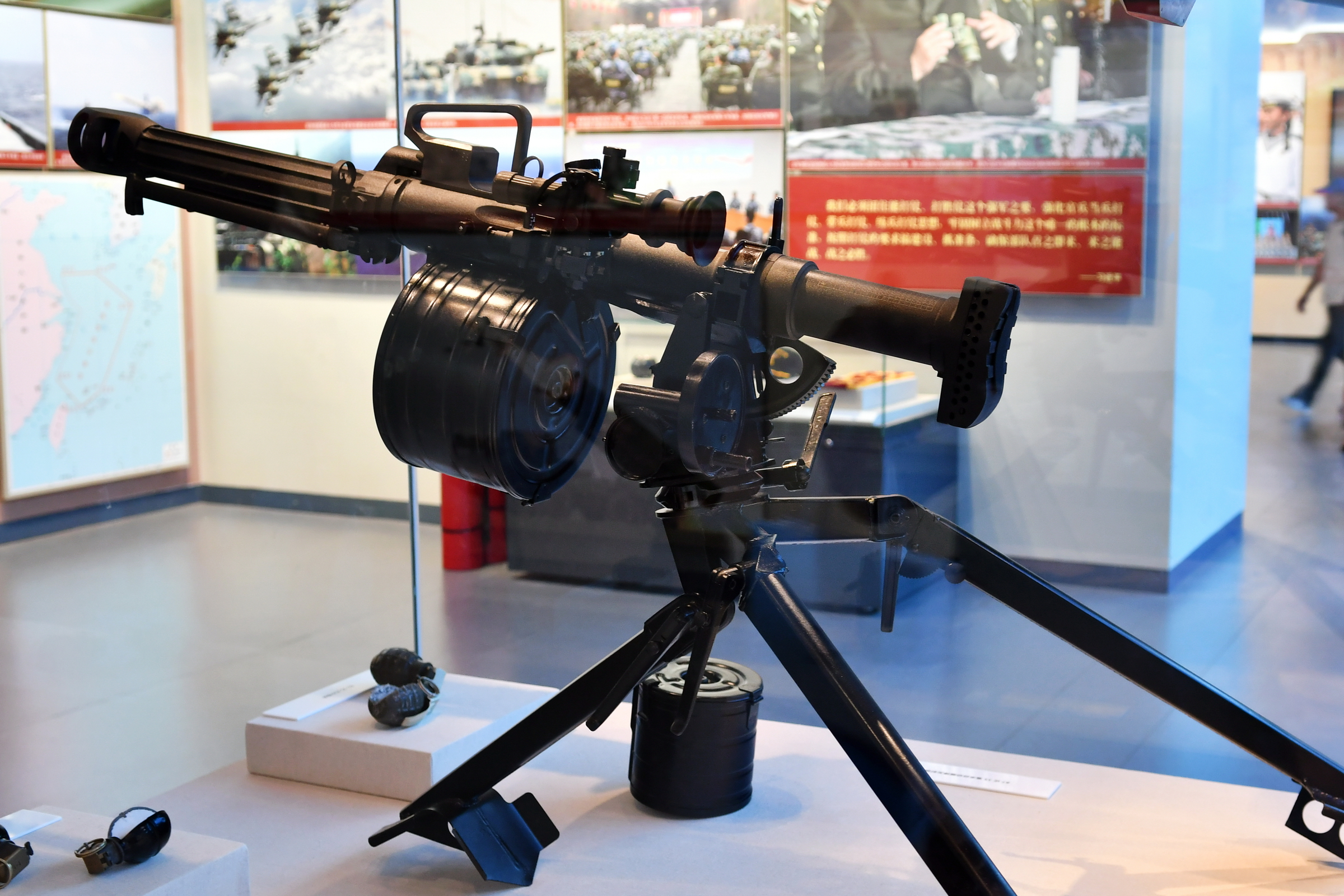
位于中国人民革命军事博物馆的87式自动榴弹发射器

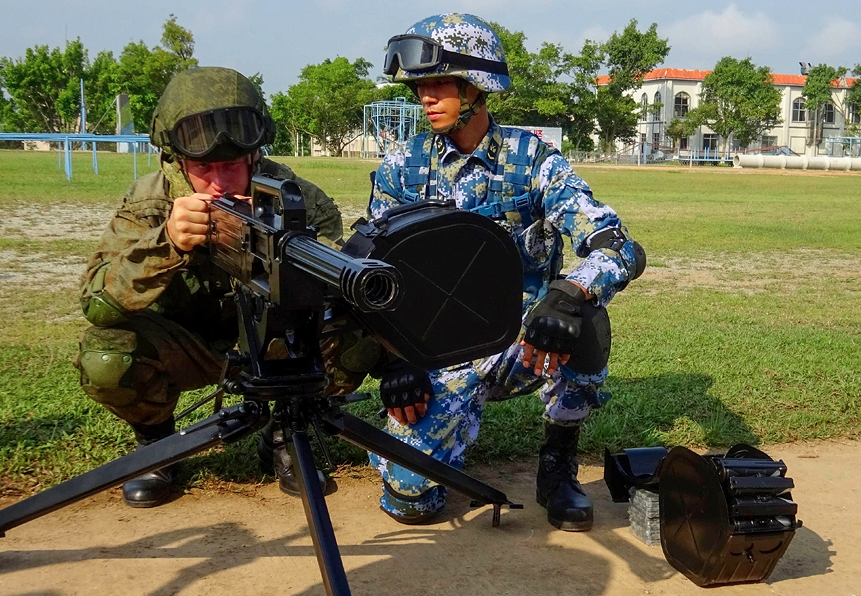
解放軍海軍陸戰隊員指導俄羅斯士兵使用04式自動榴彈發射器

87式35mm榴弹是一系列的高速榴弹，专为QLZ-87和其他自动榴弹发射器而设计。榴弹通过旋转膛线稳定。87式具有典型的榴弹设计，推进剂存放在底座中，弹头在中部，引信在鼻部。榴弹是半镶边的，外壳相对较短。榴弹本身可以存放在弹药箱中或系在腰带上。除了87式外，04式自动榴弹发射器也可以使用该弹药。 QLB-06(QLZ-87的一种改型），也使用该种榴弹
87式35x32 mm榴弹有如下弹种:
- DFS-87杀伤弹
- DFJ-87破甲杀伤弹
- DFR-87燃烧弹
- DFN-87杀伤燃烧弹
- DFD-87烟雾弹

87式35x32 mm榴弹具体指标如下:
- 质量: 217—250g
- 初速: 190m/s
- 最大射程: 1750m
- 爆炸半径: 11m
- 穿甲能力: 80 mm匀质钢板.

#### 11式35x32mm榴弹
QLU-11狙击榴弹发射器使用的是一种新型弹种(也可使用老式榴弹)。此弹种是专门为了进行远程精确射击而设计的。11式远程榴弹源自于DFJ-87穿甲榴弹，但由于其外壳更轻，重量从217克减少到200克。推进剂占据弹药筒空间的更大比例，从而将速度从195m/s 提高到320 m/s。此修改大大增加了后坐力，而QLU-11则使用了提前引燃自由枪机来抵消此负面影响。

### 35mm低速榴弹

#### 91式35x115mm榴弹
91式35x115mm榴弹是为了91式榴弹发射器而设计的，此型榴弹发射器包括下挂、车载等改型。91式榴弹的弹种均不致命。
91式35x115mm榴弹弹种如下:
- DFB-91震爆弹
- DFT-91痛球弹
- DFR-91染色弹
- DFC-91催泪弹
- DFG-91闪光弹

#### 10式35mm榴弹
10式35榴弹则是为QLG-10和QLG-10A枪挂榴弹设计的，为无壳榴弹。重量169g，初速度为79m/s。此外，QLG-10也可以发射91式榴弹。
10式榴弹的弹种包括，但不限于: 
- DFS-10碰炸杀伤榴弹 : 高爆破片榴弹，射程400m。
- DFS-10A跳炸杀伤榴弹 : 弹跳杀伤榴弹，射程400m。与美国的M397A1类似。
- DFJ-10破甲杀伤榴弹 : 高爆两用榴弹，可有效对付400m的步兵或100m的轻型装甲车辆。
- DFX-10弹道指示榴弹 : 弹道指示榴弹，射程400m。可用于其他弹种的弹道测试。